# Tarui
Tarui (jap. 垂井町 Tarui-chō) – miasto w Japonii, na wyspie Honsiu, w prefekturze Gifu. Według danych na rok 2020 miejscowość zamieszkiwało 26 402 mieszkańców , a gęstość zaludnienia wyniosła 462,5 os./km².